# Музыка Тысячелетия
Музыка Тысячелетия (англ. Music of the Millennium) — общественный опрос 1999 года, проведённый в Соединённом Королевстве силами ритейлера HMV, телевизионной сети Channel 4 и радиостанции Classic FM с целью выявить лучшую музыку за последние 1000 лет. В голосовании приняли участие около 600 000 человек, что сделало «Музыку Тысячелетия» крупнейшим опросом посвящённым поп-музыке на тот момент.
Респонденты выбрали лучшего исполнителя или музыкальное произведение в десяти категориях. Результаты были объявлены 6 ноября и представлены семь дней спустя в специальном трёхчасовом выпуске «Музыка Тысячелетия» на телеканале Channel 4. По итогам голосования лидировали The Beatles, Джон Леннон, Элвис Пресли, Мадонна, Queen, Робби Уильямс, Луи Армстронг, Моцарт и Вивальди.

## Концепция
Опрос «Музыка Тысячелетия» был запущен ритейлером HMV 18 января 1999 года. Годом ранее HMV и Channel 4 проводили похожий проект для определения «величайшего альбома всех времен», в котором приняли участие 36 000 респондентов в возрасте от 19 до 45 лет. Опрос завершился 24 января 1999 года и был показан по телевидению под заголовком «Музыка Тысячелетия — Обратный Отсчёт» (англ. «Music of the Millennium – The Final Countdown»). Победителем стала пластинка Sgt. Pepper’s Lonely Hearts Club Band The Beatles, вторые и третье места заняли — The Stone Roses (The Stone Roses) и Revolver (The Beatles). Итогам голосования была посвящена специальная передача на Channel 4, где результат обсуждали приглашённые эксперты: Джон Пил, Джо Уайли, Боб Гелдоф, Пол Гамбаччини и Джастин Фришман, перемежаясь с предварительно записанными репликами (в том числе Джона Купера Кларка, Лойда Гроссмана и Фэй Уэлдон).
Создавая концепцию «Музыки Тысячелетия» организаторы стремились сделать голосование более масштабным (на этот раз задействуя не только альбомы) и привлечь более широкий спектр респондентов опираясь на разные музыкальные направления. Опрос состоял из десяти номинаций: «Самый влиятельный музыкант», «Лучшая группа», «Лучший альбом», «Лучший автор песен», «Лучшая песня», «Лучший певец», «Лучшая певица», «Лучший джазовый музыкант», «Лучшее произведение классической музыки» и «Лучший классический композитор». По словам Кормака Лоуграна — директора по маркетингу HMV — создавая этот опрос его компания надеялась, что голосование будет напоминать «выборы», и люди будут стремиться чтобы победил их любимый артист. Он сравнил опрос с «социальной дискуссией», которая продемонстрировала бы влияние музыки, как одного из ключевых видов искусства, на британский народ.
Представители HMV планировали распространить 500 000 бланков для голосования в 108 магазинах своей сети, а также произвести 25 миллионов пакетов для покупок в качестве дополнительных бланков. В продвижении проекта помогала радиостанция Classic FM, а телеканал Channel 4 включил в сетку вещания пятиминутные ролики, в которых музыканты обсуждали своих любимых исполнителей или музыкальные произведения. В первой подборке роликов поучаствовали Шинейд О’Коннор (рассказывала о Бобе Марли), Херби Хэнкок (рассказывал о Джордже Гершвине) и Александр О’Нил (делился мнением о Отисе Реддинге). К июлю на телеканале Channel 4 были показаны пятнадцати роликов.
Вскоре после старта опроса журнал Billboard процитировал слова Лоуграна о том, что 1999 год, в преддверии нового тысячелетия, «станет годом рейтингов» и целью HMV было создать «наиболее исчерпывающий». Он добавил, что участие Classic FM гарантирует, что в опросе будет задействован широкий спектр жанров, а не только поп- и рок-музыка. Помимо бланков, респонденты также могли проголосовать по телефону или онлайн на веб-сайтах Channel 4 и Classic FM.

## Результаты
В голосовании приняло участие около 600 000 человек, что сделало «Музыку Тысячелетия» крупнейшим опросом посвящённым поп-музыке на тот момент. Итоги транслировались на Channel 4 13 ноября — с 9 вечера до полуночи. Результаты объявлял Ричард Блэквуд, ведущим в студии (съёмки проходили в Elstree Studios в Борехэмвуде, Хартфордшир) выступил Джо Уайли.
Тройка лидеров каждой из номинаций:
- Самый влиятельный музыкант: Джон Леннон; Элвис Пресли; Майкл Джексон
- Лучшая группа: The Beatles; Queen; The Rolling Stones
- Лучший музыкальный альбом: The Beatles, Sgt. Pepper’s Lonely Hearts Club Band (1967); Майкл Джексон, Thriller (1982); The Beatles, Revolver (1966)
- Лучший автор песен: Джон Леннон; Пол Маккартни; Боб Дилан
- Лучшая песня: Queen, «Bohemian Rhapsody» (1975); Джон Леннон, «Imagine» (1971); Робби Уильямс, «Angels» (1997)
- Лучший певец: Элвис Пресли; Робби Уильямс; Майкл Джексон
- Лучшая певица: Мадонна; Арета Франклин; Селин Дион
- Лучший джазовый музыкант: Луи Армстронг; Майлз Дэвис; Элла Фицджеральд
- Лучшее произведение классической музыки: «Времена года» — Вивальди; «Планеты» — Холст; Девятая симфония — Бетховен
- Лучший классический композитор: Вольфганг Амадей Моцарт; Людвиг ван Бетховен; Иоганн Себастьян Бах

## Анализ
По результатам голосования доминировали The Beatles, возглавив опрос в четырёх из десяти категорий. В категории «Лучшая группа» они получили 20 % от общего числа голосов — в пять раз больше голосов, чем занявшие второе место Queen. В свою очередь, победа Queen в категории «Лучшая песня» была достигнута всего с 0,5-процентным преимуществом над занявшей второе место «Imagine».
Высокие результаты Робби Уильямса стали следствием успеха, которого он добился как сольный исполнитель после ухода из бойз-бэнда Take That в 1996 году. Несмотря на молодость, он занял 6-е место в номинации «Самый влиятельный музыкант» опередив Моцарта и Баха. Комментируя результаты для The Guardian, музыковед Саймон Фрит (также один из постоянных членов жюри Mercury Prize), заявил, что высокие результаты Уильямса свидетельствуют о быстром росте его популярности — до уровня Элтона Джона и Джорджа Майкла, а также о том, что в опросе участвовало много молодёжи.
Обозреватель газеты Independent on Sunday Джонатан Томпсон, отметил национальную одержимость составлением различных рейтингов на протяжении 1999 года, назвав эту тенденцию «помешательством на рейтингах». По мнению публициста, «Музыка Тысячелетия» был одним из тех опросов, которые «привнесли свежие, неоднозначные мнению по поводу истории [музыки] последних 1000 лет», в том числе, из-за мнения многих людей, что «вклад Робби Уильямса в музыку был больше, чем вклад Моцарта». Он сравнил «Музыку Тысячелетия» с опросом еженедельника News of the World, чьи читатели поместил бойз-бэнд Boyzone на первое место рейтинга «Ирландских героев тысячелетия».
Как и многие его коллеги, представитель журнала NME поставил под сомнение уровень «влиятельности» Уильямса и Майкла Джексона, назвав общие результаты рейтинга «созданными, чтобы вызвать череду инфарктов в кулуарах серьёзных культурных изданий». Автор статьи посетовал, что опрос был крайне скудным в плане разнообразия музыкальных жанров или любой другой «музыки, которая слишком далека от мейнстрима для вкуса рядового „белого“ представителя среднего класса и людей среднего возраста». В свою очередь, Кэролайн Салливан из The Guardian порадовалась высоким позициям Уильямса как автора песен, певца и влиятельного артиста, заявив, что его влияние отразилось на всей современной поп-сцене. Она посетовала, что «Битлз», Пресли и Queen, как всегда были в числе фаворитов, пеняя на их их неактуальность, и подчеркнув, что их электоратом были «люди, которые покупают по две пластинки в год» — типичная ситуация для подобных опросов.